# BWP-Unibank
BWP-Unibank SA (d. Bank Własności Pracowniczej SA) – bank uniwersalny z siedzibą w Gdańsku działający w latach 1990–2002. Bank został przejęty przez Bank Komunalny w Gdyni (Nordea Bank Polska). 

## Historia
Bank powstał w Gdańsku w październiku 1990. Koncentrował się głównie na obsłudze małych i średnich przedsiębiorstw, w tym na wsparciu procesów prywatyzacji pracowniczej. Obsługiwał również klientów indywidualnych.
W 1997 rozpoczął się proces prywatyzacji banku, który zakończył się w 1999. Nabywcą 40% akcji został duński Unibank A/S, a nazwę banku zmieniono na BWP-Unibank. W prywatyzacji wzięły udział także fundusz inwestycyjny IO Fund oraz Międzynarodowa Korporacja Finansowa (IFC). Bank był wówczas jednym z najmniejszych polskich banków i posiadał 4 oddziały.
W 2000 ogłoszono plany przejęcia banku przez Bank Komunalny w Gdyni z uwagi na fuzję skandynawskich właścicieli obu banków, Merita Nordbanken Group (MNG) ze Szwecji i Unibanku, oraz utworzenia holdingu Nordea. Plan połączenia banku przygotowano w 2001, a cały proces zakończył się w 2002. Marka BWP-Unibank zniknęła wówczas z rynku, a połączona instytucja przyjęła nazwę Nordea Bank Polska.